# Christian Rollet
Christian Rollet (* 1948) ist ein französischer Schlagzeuger im Bereich der Imaginären Folklore.
Rollet lernte neben seinem Philosophiestudium autodidaktisch Schlagzeug. Seit 1968 arbeitet er als professioneller Musiker in den Bereichen Jazz und Theatermusik. Bereits kurz nach der Gründung stieß er zum Workshop de Lyon, in dem er bis heute spielt. Zwischen 1970 und 1973 war er auch Mitglied der Bands von François Tusques und Steve Lacy. 1972 gründete er mit Maurice Merle das Musiktheater La Carrérarie, an dem er in vielen Produktionen mitwirkte, Stücke entwickelte und auch Regie führte. Seit 1975 spielte er in der ebenfalls in Lyon beheimateten Marvelous Band. Mit den Kollegen aus dieser Band und dem Workshop war er 1977 an der Gründung der Association à la Recherche d’un Folklore Imaginaire beteiligt, in deren Bigband Marmite inferale er 1988 die Stelle von Christian Ville einnahm. Ebenfalls seit 1988 spielte er im Trio von Patrick Vollat und der Formation E'Guijecri, später dann in der Perkussionsgruppe Baron Samedi. Gemeinsam mit Jean Méreu und Guy Villerd entwickelte er die Idee eines gastro-musikalischen Palace d'Arfi. Mit den Gruppen der ARFI war er zunehmend auch im europäischen Ausland, aber auch in Nordamerika, Afrika und dem Nahen Osten unterwegs. In den letzten Jahren spielte er auch in den Gruppen von Daunik Lazro, Thierry Maucci, mit Norbert Stein, mit Sophie Agnel und im Quatre à quatre (mit M. Véronique, A. Binet, Jean Bolcato).

## Diskographische Hinweise
- Quentin Rollet, Jean-Marc Foussat, Christian Rollet: Entrée des Puys de grêle (Bisou Records, 2018)